# Aeropuerto de Ípil
El aeropuerto de Ípil (en tagalo: Paliparan ng Ipil; en cebuano: Tugpahanan sa Ipil) (IATA: IPE, ICAO: RPMV) es un aeropuerto que sirve el área general de Ípil, la capital de la provincia de Zamboanga-Sibúguey en Filipinas. Es el único aeropuerto en toda el territorio provincial. El aeropuerto está clasificado como un aeropuerto comunitario por la Autoridad de Aviación Civil de Filipinas, un organismo del Departamento de Transportes y Comunicaciones que se encarga de las operaciones, no solo de este aeropuerto, sino también de todos los demás aeropuertos de Filipinas, excepto los principales aeropuertos internacionales.
Un proyecto de expansión de noventa millones de pesos fue anunciado por el gobierno de Filipinas en febrero de 2009 para actualizar y mejorar las instalaciones del aeropuerto. El proyecto se divide en dos etapas, con el resultado final esperado de una pista de 1,2 kilómetros con una calle de rodaje, y edificio de terminal, con la posibilidad de tener una pista de hasta dos kilómetros.